# Fridrih Ebert
Fridrih Ebert (4. februar 1871 — 28. februar 1925) je bio kvalifikovani sarač iz Hajdelberga, bio je rano politički i sindikalno aktivan u Bremenu.

## Biografija
Radeći u upravnom odboru Socijaldemokratske partije Nemačke (SPD) u Berlinu od 1905. godine, 1912. postao je član Rajhstaga, a 1916. jedan od predsedavajućih socijaldemokratske frakcije u Rajhstagu. Već 1913. godine, nakon smrti Avgusta Bebela (August Bebel), izabran je za predsednika SPD.
Nakon pobede revolucije iz 1918. preuzeo je kopredsedavanje revolucionarnom vladom, „Savetom narodnih poslanika“. Bio je odlučan protivnik „dikatature proletarijata“ i sistema saveta prema ruskom uzoru, zalagao se za parlamentarnu demokratiju i sproveo izbore za Vajmarsku nacionalnu skupštinu, na kojima je 11. februara 1919. izabran za predsednika nemačke države.
Za vreme svog mandata stremio je političkom i socijalnom izjednačavanju radništva i građanstva i odbacio politiku klasne borbe, što nije bilo nesporno ni unutar socijaldemokratije. Ipak, posebno desnica učinila ga je metom kleveta i uvreda koje su u njegovoj ličnosti trebale da pogode Republiku i 1925. godine doprinele ranoj smrti ovog prvog demokratski izabranog predsednika države u Nemačkoj.
Tek danas, u stabilnoj demokratiji, njegov politički rad koji prevazilazi partijske granice nailazi na priznanje koje mu pripada.
Ebert je izgubio dva od četiri sina u Prvom svetskom ratu: Hajnrih je umro u Makedoniji u februaru 1917. (sahranjen negde južno od Prilepa) a Georg je poginuo sledećeg maja u Francuskoj.

## Fondacija Fridrih-Ebert
Političko delovanje Fridriha Eberta tokom postojanja Vajmarske republike se danas sagledava kao veoma bitan arheotip današnje Socijaldemokratske partije Nemačke. Danas je Fondacija Fridrih Ebert najstarija fondacija sa političkim delovanjem koja međuostalom podržava studente sa značajnim intlektualim mogućnostima. 
Fondacija Fridrih-Ebert osnovana je 1925. godine kao političko nasleđe prvog demokratski izabranog predsednika Nemačke, Fridriha Eberta.

## Spoljašnje veze
- Fondacija Fridrih Ebert